# Trepadeira-chinesa
A trepadeira-chinesa (Sitta villosa) é uma espécie de ave da família Sittidae. Trata-se de uma trepadeira de pequeno porte, com 11,5 cm de comprimento. As partes superiores são cinza-azuladas, enquanto as partes inferiores variam de um tom acinzentado opaco a laranja-canela; as bochechas são brancas. Há um marcado dimorfismo sexual: o macho adulto é distinguido por seu píleo preto brilhante, enquanto a da fêmea é cinza-azulada, como o dorso, ou, no máximo, cinza-escura quando a plumagem está desgastada. Em ambos os sexos, uma faixa ocular cinza-escura se estende à frente e atrás do olho, coroada por uma listra superciliar branca nítida que a separa do píleo. O canto é variável, composto por repetições de assobios curtos e invariáveis. A espécie se alimenta principalmente de insetos no verão, complementando sua dieta com sementes e frutos. O ninho é geralmente construído em uma cavidade de uma conífera. Os casais criam uma ninhada por ano, com cinco ou seis filhotes.
A trepadeira-chinesa vive do centro ao nordeste da China, até a Coreia e o extremo sudeste da Rússia. Até três subespécies são reconhecidas: S. v. villosa, S. v. bangsi e S. v. corea, com distribuições e colorações ligeiramente diferentes. A trepadeira-chinesa é filogeneticamente relacionada à trepadeira-corsa (S. whiteheadi) e ambas são próximas da trepadeira-azul-do-canadá (S. canadensis). Como a área de distribuição da ave é extensa e os números populacionais não parecem diminuir significativamente, a União Internacional para a Conservação da Natureza considera a espécie como "pouco preocupante".

## Taxonomia

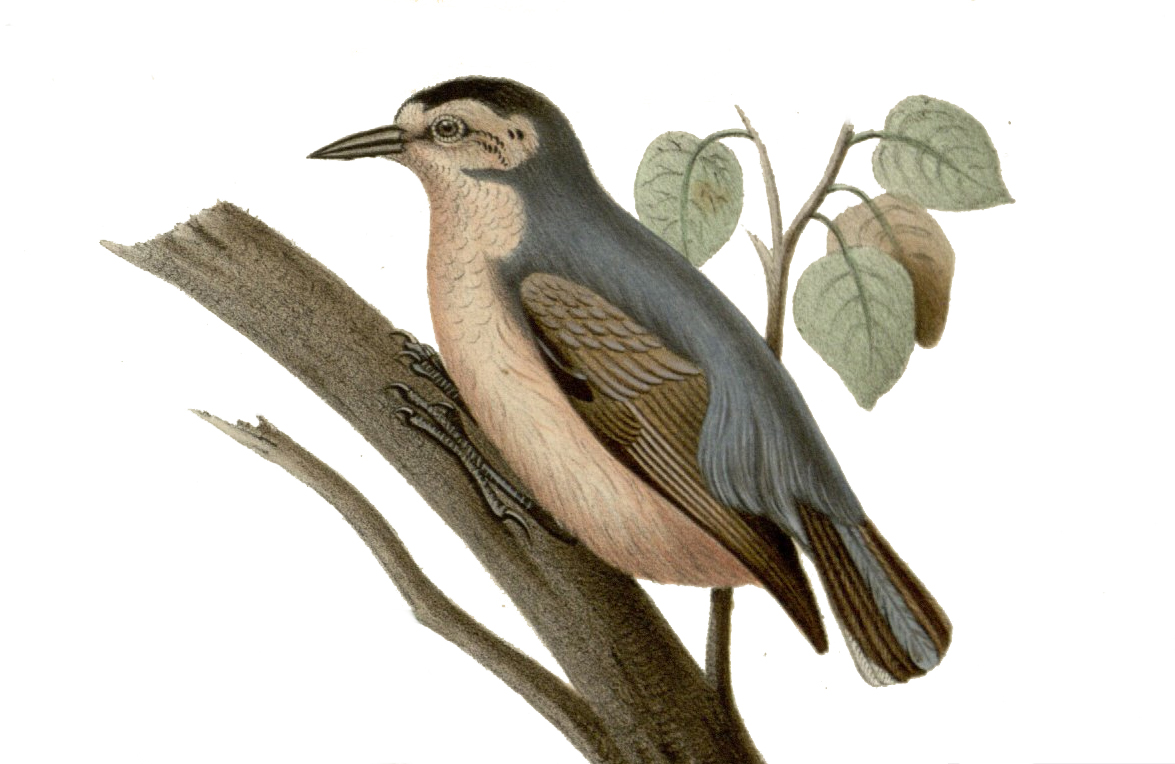
Ilustração de 1865 de uma trepadeira-chinesa por Josephe Huët, acompanhando a descrição original da espécie por Jules Verreaux.

### Nomenclatura e subespécies
A trepadeira-chinesa foi descrita em 1865 pelo ornitólogo francês Jules Verreaux, com base em espécimes enviados de Pequim pelo missionário Armand David em 1862. David também a denominou Sitta pekinensis em 1867. Verreaux descreveu a espécie como próxima da trepadeira-azul-do-canadá (Sitta canadensis), mas com plumagem longa e sedosa, o que levou ao nome específico "villosa", do latim para "peluda". O ornitólogo alemão Hans Edmund Wolters [en] propôs a divisão do gênero Sitta em subgêneros entre 1975 e 1982, colocando a trepadeira-chinesa em Sitta (Micrositta). Segundo o Congresso Ornitológico Internacional, há três subespécies:
- Sitta villosa villosa (Verreaux, 1865), a subespécie nominal, descrita em 1865 por Jules Verreaux, distribuída do sudeste da Sibéria ao centro-norte e nordeste da China e Coreia.[7]
- Sitta villosa bangsi (Stresemann, 1929), descrita em 1929 pelo ornitólogo alemão Erwin Stresemann com base em um espécime do nordeste de Chingai.[8] Originalmente considerada uma subespécie da trepadeira-azul-do-canadá, está distribuída pelo centro da China.[7]
- Sitta villosa corea (Ogilvie-Grant, 1906), descrita pelo ornitólogo escocês William Robert Ogilvie-Grant a partir de espécimes coletados a 180 km a sudeste de Seul. Encontrada na península coreana e no sudeste da Sibéria.[7] Este táxon é frequentemente considerado uma variante da subespécie nominal, mas Nazarenko sugeriu em 2006 que deveria ser mantido como válido,[9] o que foi endossado na quarta edição de 2014 do livro Howard and Moore Complete Checklist of the Birds of the World e, posteriormente, na versão 5.2 (abril de 2015) da classificação do Congresso Ornitológico Internacional.[7]

O ornitólogo japonês Toku Tarô Momiyama usou o nome Sitta villosa yamashinai (Momiyama, 1931), mas esse nome não está associado a uma descrição científica válida, sendo, portanto, um nomen nudum.

### Filogenia molecular
Em 1998, Eric Pasquet estudou o citocromo b do DNA mitocondrial de uma dúzia de espécies de trepadeiras, incluindo as várias espécies do grupo Sitta canadensis. Esse grupo também inclui o subgênero Micrositta: canadensis, villosa, yunnanensis, whiteheadi, krueperi e ledanti. A trepadeira-do-iunão [en] (S. yunnanensis) não foi incluída no estudo. Pasquet concluiu que a trepadeira-chinesa é filogeneticamente relacionada à trepadeira-corsa (S. whiteheadi) e à trepadeira-azul-do-canadá, formando essas três espécies o grupo irmão de um clado que inclui a trepadeira-azul-do-levante (S. krueperi) e a trepadeira-azul-da-argélia (S. ledanti). As três primeiras espécies seriam próximas o suficiente para serem coespecíficas. No entanto, para manter a estabilidade taxonômica, todas mantêm seu status como espécies distintas. Em 2014, Eric Pasquet e colegas publicaram uma filogenia baseada em DNA nuclear e mitocondrial de 21 espécies de trepadeiras, confirmando as relações do estudo de 1998 dentro do grupo "canadensis", adicionando a trepadeira-do-iunão, que foi considerada a espécie mais basal do grupo.
|  | Trepadeira-azul-do-canadá (S. canadensis)                                                            |
|  | |
|  | \| \| Trepadeira-corsa (S. whiteheadi) \| \| \| \| \| \| Trepadeira-chinesa (S. villosa) \| \| \| \| |
|  | |
|  | Trepadeira-corsa (S. whiteheadi)                                                                     |
|  | |
|  | Trepadeira-chinesa (S. villosa)                                                                      |
|  | |

|  | Trepadeira-corsa (S. whiteheadi) |
|  |                                  |
|  | Trepadeira-chinesa (S. villosa)  |
|  |                                  |

|  | Trepadeira-azul-do-levante (S. krueperi) |
|  |                                          |
|  | Trepadeira-azul-da-argélia (S. ledanti)  |
|  |                                          |

|  | Trepadeira-azul-do-canadá (S. canadensis)                                                            |
|  | |
|  | \| \| Trepadeira-corsa (S. whiteheadi) \| \| \| \| \| \| Trepadeira-chinesa (S. villosa) \| \| \| \| |
|  | |
|  | Trepadeira-corsa (S. whiteheadi)                                                                     |
|  | |
|  | Trepadeira-chinesa (S. villosa)                                                                      |
|  | |

|  | Trepadeira-corsa (S. whiteheadi) |
|  |                                  |
|  | Trepadeira-chinesa (S. villosa)  |
|  |                                  |

|  | Trepadeira-azul-do-levante (S. krueperi) |
|  |                                          |
|  | Trepadeira-azul-da-argélia (S. ledanti)  |
|  |                                          |

|  | Trepadeira-azul-do-canadá (S. canadensis)                                                            |
|  | |
|  | \| \| Trepadeira-corsa (S. whiteheadi) \| \| \| \| \| \| Trepadeira-chinesa (S. villosa) \| \| \| \| |
|  | |
|  | Trepadeira-corsa (S. whiteheadi)                                                                     |
|  | |
|  | Trepadeira-chinesa (S. villosa)                                                                      |
|  | |

|  | Trepadeira-corsa (S. whiteheadi) |
|  |                                  |
|  | Trepadeira-chinesa (S. villosa)  |
|  |                                  |

|  | Trepadeira-azul-do-levante (S. krueperi) |
|  |                                          |
|  | Trepadeira-azul-da-argélia (S. ledanti)  |
|  |                                          |

|  | Trepadeira-azul-do-canadá (S. canadensis)                                                            |
|  | |
|  | \| \| Trepadeira-corsa (S. whiteheadi) \| \| \| \| \| \| Trepadeira-chinesa (S. villosa) \| \| \| \| |
|  | |
|  | Trepadeira-corsa (S. whiteheadi)                                                                     |
|  | |
|  | Trepadeira-chinesa (S. villosa)                                                                      |
|  | |

|  | Trepadeira-corsa (S. whiteheadi) |
|  |                                  |
|  | Trepadeira-chinesa (S. villosa)  |
|  |                                  |

|  | Trepadeira-azul-do-levante (S. krueperi) |
|  |                                          |
|  | Trepadeira-azul-da-argélia (S. ledanti)  |
|  |                                          |

|  | Trepadeira-azul-do-canadá (S. canadensis)                                                            |
|  | |
|  | \| \| Trepadeira-corsa (S. whiteheadi) \| \| \| \| \| \| Trepadeira-chinesa (S. villosa) \| \| \| \| |
|  | |
|  | Trepadeira-corsa (S. whiteheadi)                                                                     |
|  | |
|  | Trepadeira-chinesa (S. villosa)                                                                      |
|  | |

|  | Trepadeira-corsa (S. whiteheadi) |
|  |                                  |
|  | Trepadeira-chinesa (S. villosa)  |
|  |                                  |

|  | Trepadeira-azul-do-levante (S. krueperi) |
|  |                                          |
|  | Trepadeira-azul-da-argélia (S. ledanti)  |
|  |                                          |

|  | Trepadeira-azul-do-canadá (S. canadensis)                                                            |
|  | |
|  | \| \| Trepadeira-corsa (S. whiteheadi) \| \| \| \| \| \| Trepadeira-chinesa (S. villosa) \| \| \| \| |
|  | |
|  | Trepadeira-corsa (S. whiteheadi)                                                                     |
|  | |
|  | Trepadeira-chinesa (S. villosa)                                                                      |
|  | |

|  | Trepadeira-corsa (S. whiteheadi) |
|  |                                  |
|  | Trepadeira-chinesa (S. villosa)  |
|  |                                  |

|  | Trepadeira-azul-do-levante (S. krueperi) |
|  |                                          |
|  | Trepadeira-azul-da-argélia (S. ledanti)  |
|  |                                          |

|  | Trepadeira-azul-do-canadá (S. canadensis)                                                            |
|  | |
|  | \| \| Trepadeira-corsa (S. whiteheadi) \| \| \| \| \| \| Trepadeira-chinesa (S. villosa) \| \| \| \| |
|  | |
|  | Trepadeira-corsa (S. whiteheadi)                                                                     |
|  | |
|  | Trepadeira-chinesa (S. villosa)                                                                      |
|  | |

|  | Trepadeira-corsa (S. whiteheadi) |
|  |                                  |
|  | Trepadeira-chinesa (S. villosa)  |
|  |                                  |

|  | Trepadeira-azul-do-levante (S. krueperi) |
|  |                                          |
|  | Trepadeira-azul-da-argélia (S. ledanti)  |
|  |                                          |

|  | Trepadeira-azul-do-canadá (S. canadensis)                                                            |
|  | |
|  | \| \| Trepadeira-corsa (S. whiteheadi) \| \| \| \| \| \| Trepadeira-chinesa (S. villosa) \| \| \| \| |
|  | |
|  | Trepadeira-corsa (S. whiteheadi)                                                                     |
|  | |
|  | Trepadeira-chinesa (S. villosa)                                                                      |
|  | |

|  | Trepadeira-corsa (S. whiteheadi) |
|  |                                  |
|  | Trepadeira-chinesa (S. villosa)  |
|  |                                  |

|  | Trepadeira-azul-do-levante (S. krueperi) |
|  |                                          |
|  | Trepadeira-azul-da-argélia (S. ledanti)  |
|  |                                          |

### Biogeografia
Com sua filogenia estabelecida, Pasquet conclui que a história paleogeográfica do grupo seria a seguinte: a divergência entre os dois principais clados do grupo "canadensis" ocorreu há mais de cinco milhões de anos, no final do Mioceno, quando o ancestral comum de krueperi e ledanti entrou na bacia do Mediterrâneo durante a crise de salinidade do Messiniano; as duas espécies divergiram há 1,75 milhão de anos. O outro clado se dividiu em três, com populações deixando a Ásia para o leste, dando origem à trepadeira-azul-do-canadá, e depois para o oeste, há cerca de um milhão de anos, marcando a separação entre as trepadeiras corsa e chinesa.

## Descrição

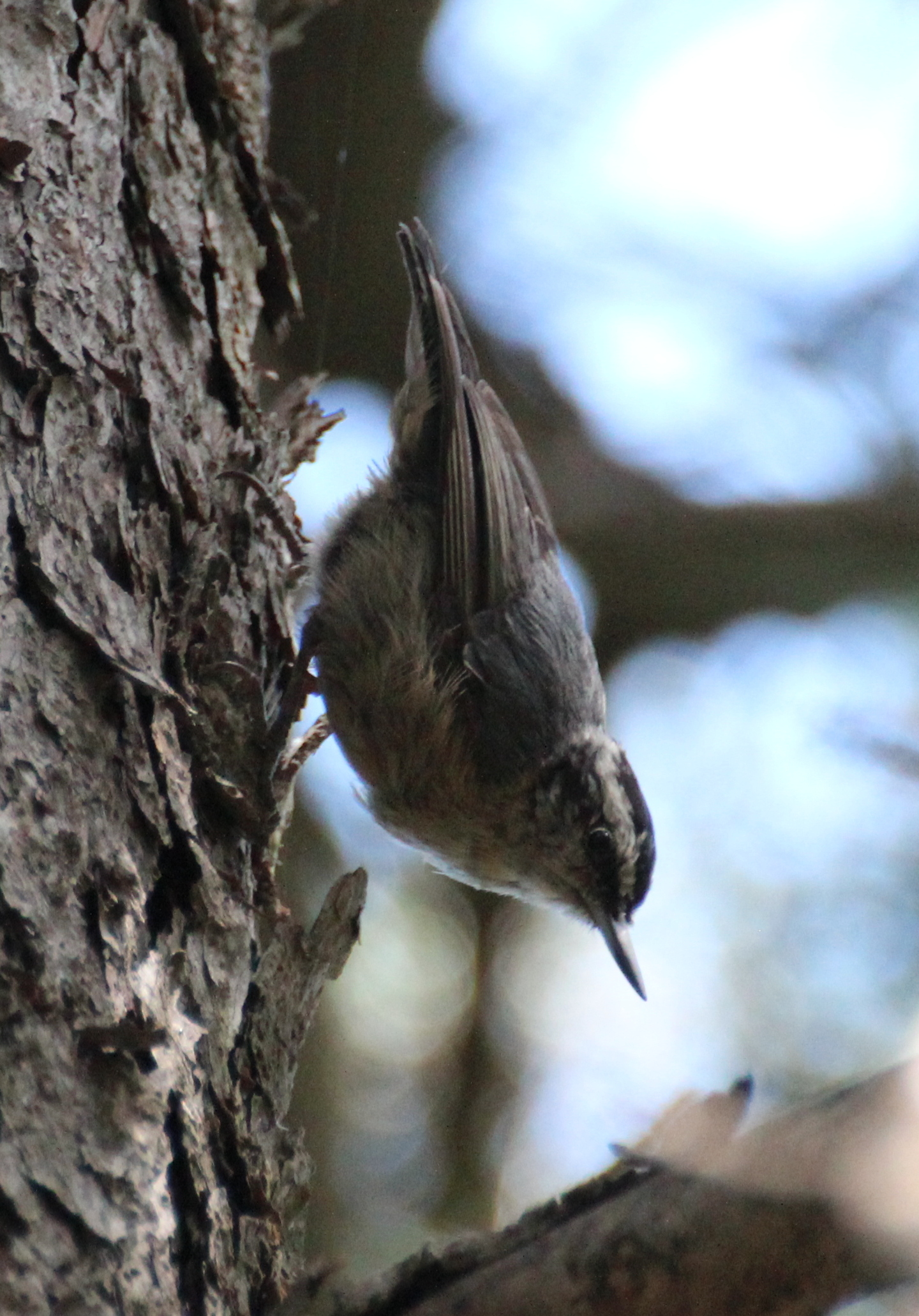
Uma trepadeira-chinesa descendo um tronco de árvore de cabeça para baixo na China.

### Plumagem e medidas
A trepadeira-chinesa é uma ave pequena, medindo 11,5 cm de comprimento. As partes superiores são cinza-azuladas, com om píleo preto brilhante a cinza-escuro; as partes inferiores são claras, variando de acinzentado opaco a laranja-canela. A coloração varia ligeiramente dependendo do sexo, desgaste da plumagem e subespécie. A espécie apresenta uma listra superciliar branca marcante e uma faixa ocular preta mais ou menos definida. O bico é fino e pontiagudo, com a borda da mandíbula superior (o cúlmen) reta, o que pode dar a impressão de que a ponta do bico está voltada para cima. O bico é preto-ardósia, com a base da mandíbula inferior cinza-azulada. A íris varia de marrom a marrom-escuro, e as pernas e dedos são opacos, de cinza-azulado a acinzentado-marrom.
Há um marcado dimorfismo sexual: o macho apresenta um píleo preto brilhante e uma faixa ocular preta nítida, que enquadra uma listra superciliar branca contrastante, enquanto na fêmea o píleo é apenas ligeiramente mais escuro que as partes superiores em plumagem nova, tornando-se um cinza-fuliginoso mais escuro e contrastante, especialmente na testa, e, em alguns casos, toda o píleo é preto-fuliginoso. A faixa ocular da fêmea é menos definida, mais opaca, e sua listra superciliar é mais fina. A fêmea é, em geral, mais opaca que o macho, com as escapulares menos vivas, as penas das asas com bordas marrons e as partes inferiores mais escuras e menos coloridas. O macho filhote tem um píleo mais preto que a fêmea mais escura, mas ainda menos preto e brilhante que o macho adulto; suas partes inferiores são mais escuras e com tons de canela. Na subespécie nominal, os filhotes também apresentam bordas canela nas penas das asas, enquanto as bordas das penas dos adultos são geralmente mais opacas, tendendo ao cinza. Na subespécie S. v. bangsi, os adultos têm margens de penas canela e são, em geral, mais coloridos que a subespécie S. v. villosa, com o macho apresentando tons laranja-canela e a fêmea acinzentado-canela opaco e partes inferiores menos vibrantes. No entanto, no final do inverno, ambas as subespécies apresentam colorações mais claras e bastante semelhantes. A subespécie S. v. corea é mais clara, mais acinzentada e menor que a subespécie nominal.

### Espécies semelhantes
Esta espécie é encontrada localmente em simpatria com a trepadeira-azul (S. europaea), mas difere dela por seu tamanho menor, listra superciliar branca claramente visível, píleo preto nos machos e partes inferiores relativamente lisas, sem as coberteiras inferiores da cauda e flancos avermelhados. No oeste de sua distribuição, a trepadeira-chinesa também pode ser encontrada com a trepadeira-de-faces-brancas (S. przewalskii), e ambas têm partes inferiores de cor canela brilhante. A trepadeira-chinesa é facilmente distinguida por sua faixa ocular preta, enquanto a trepadeira-de-faces-brancas tem bochechas muito claras, contrastando com o peito. A trepadeira-chinesa é filogenética e morfologicamente muito próxima da trepadeira-corsa, que, no entanto, é endêmica da Córsega e geralmente tem partes inferiores muito menos vivas; uma trepadeira-chinesa com plumagem desgastada tem partes inferiores apenas um pouco mais acinzentadas que uma trepadeira-corsa com plumagem nova. Ambas as espécies são estreitamente relacionadas à trepadeira-azul-do-canadá, que tem partes inferiores ainda mais brilhantes, com uma faixa ocular mais proeminente.

Espécies semelhantes ou filogeneticamente relacionadas
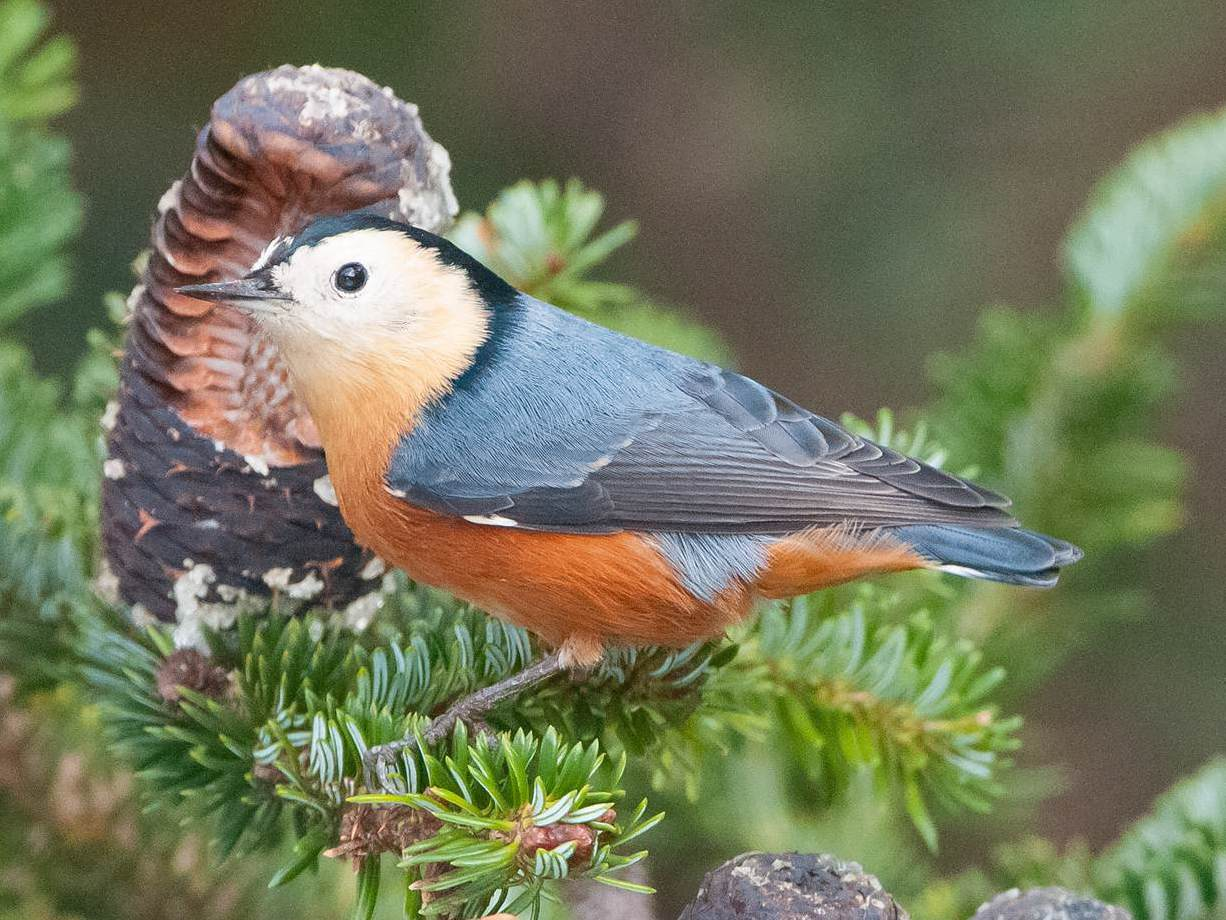
Trepadeira-de-faces-brancas (S. przewalskii)
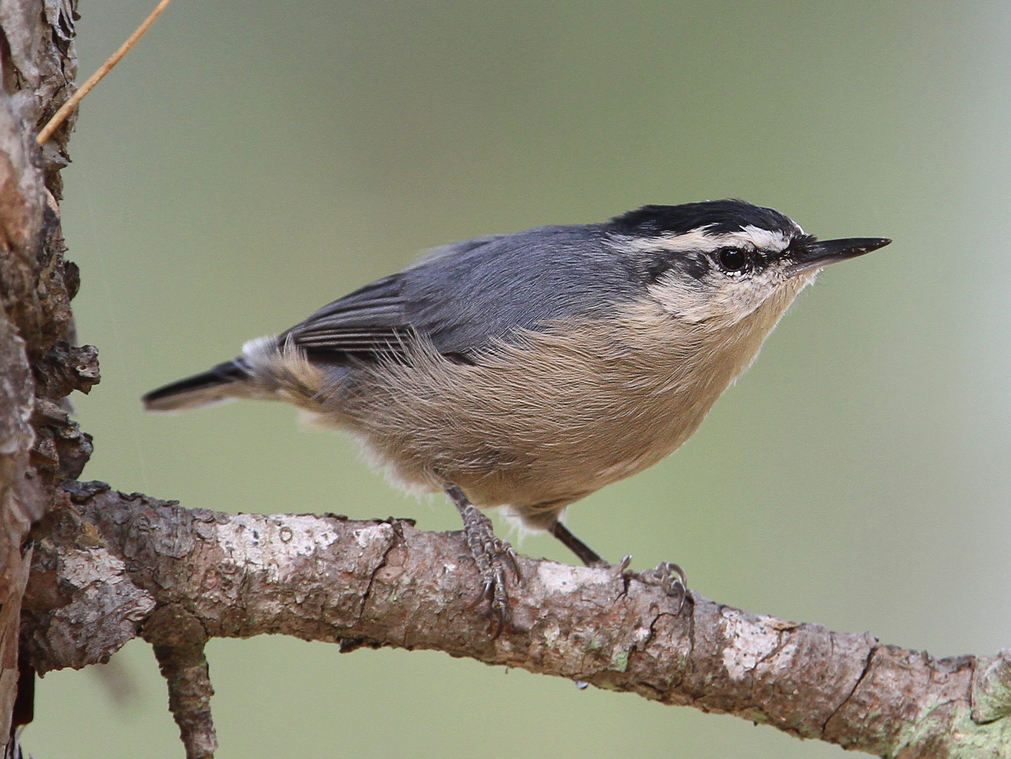
Trepadeira-corsa (S. whiteheadi)
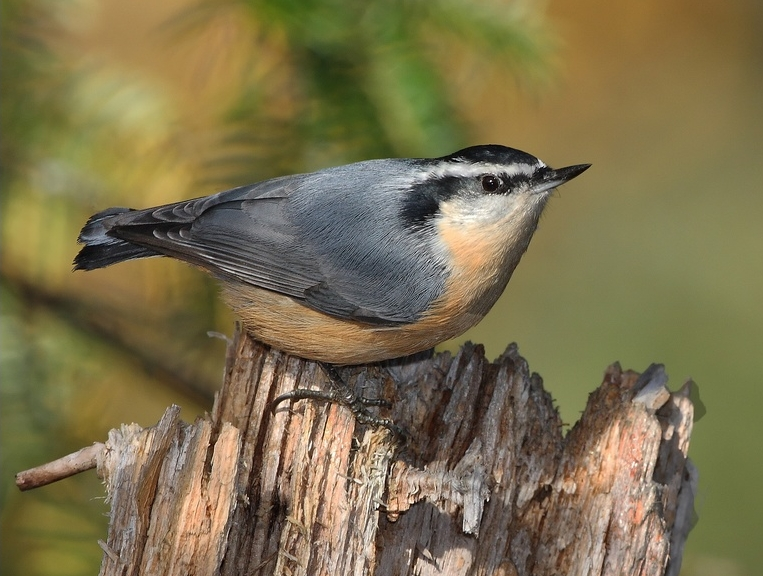
Trepadeira-azul-do-canadá (S. canadensis)

## Ecologia e comportamento

### Vocalizações
A trepadeira-chinesa canta no topo de pinheiros e píceas. O ornitólogo britânico Simon Harrap descreve três tipos básicos de chamados. O primeiro é um schraa, schraa áspero e prolongado, reminiscente do gaio-comum (Garrulus glandarius), e semelhante a alguns chamados encontrados na trepadeira-corsa, trepadeira-azul-da-argélia e trepadeira-azul-do-levante. Emitido em agitação ou excitação, isoladamente ou em séries irregulares a intervalos de 0,31 a 1 segundo. O segundo tipo consiste em unidades curtas, conversacionais e suaves, mais melódicas ou agudas, repetidas em séries de whip, whip whip... ou quip-quip-quip, às vezes tornando-se um quit, quit... estridente. O canto é composto por esse tipo de chamados, variando de cinco a trinta, com o volume aumentando na primeira parte do canto. Assobios ascendentes curtos também são emitidos, a uma taxa de sete notas por segundo e por 1,5 a 2,25 segundos, às vezes introduzidos por uma nota mais alta, formando um tsi-pui-pui-pui-pui.... Uma variante é um chocalho mais plano, menos musical e mais monótono (cerca de 12 unidades por segundo), duiduiduidui..., que lembra variantes do canto da trepadeira-de-barriga-cinzenta na velocidade de entrega e duração, mas um pouco mais suave e de tom mais baixo. O último tipo de chamado consiste em notas nasais curtas, quir, quir, produzidas em séries longas e muito rápidas ou de maneira irregular.

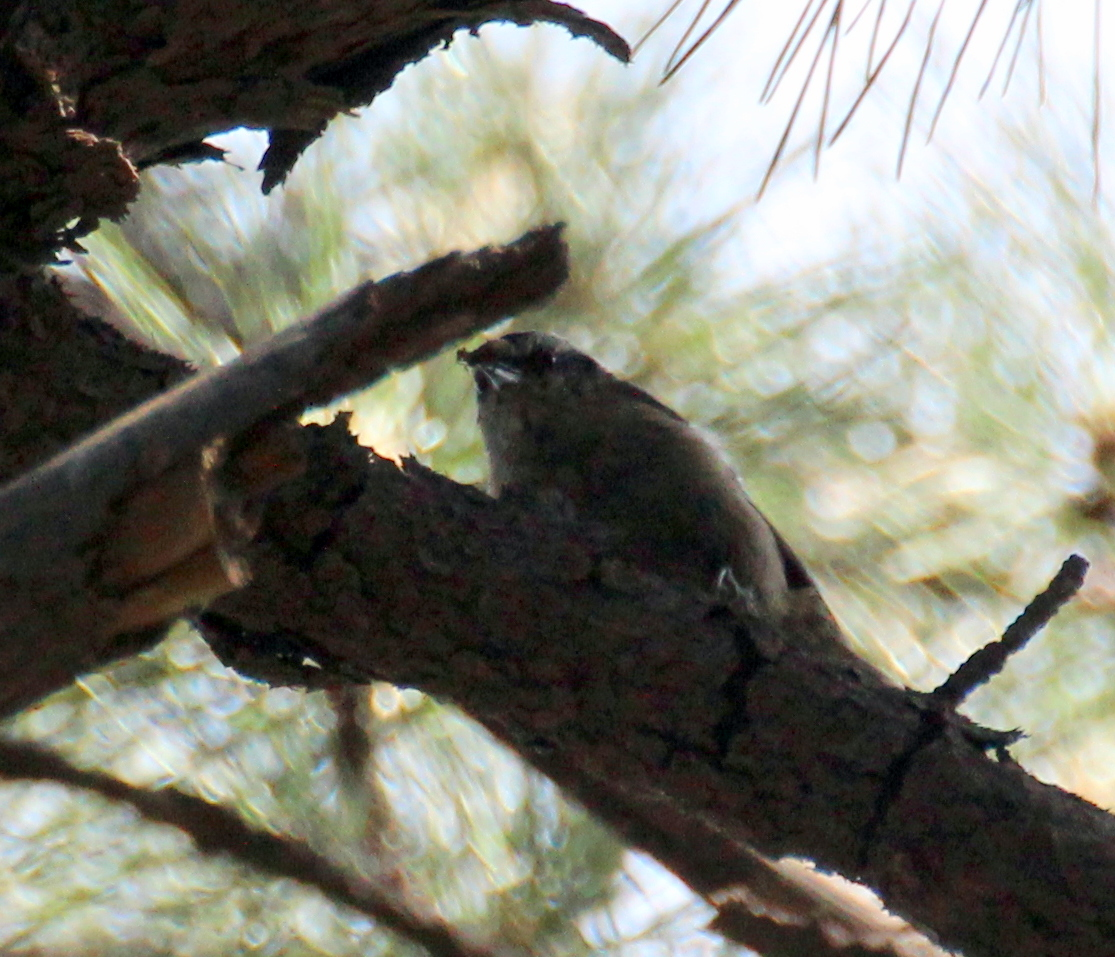
Uma trepadeira-chinesa capturando um inseto com o bico.

### Alimentação
No verão, a trepadeira-chinesa se alimenta quase exclusivamente de insetos, que também são a única fonte de alimento para os filhotes. De abril a agosto, estudos na China mostraram que 98,5% de sua dieta consistia em insetos, incluindo besouros (Coleoptera), Hymenoptera, borboletas, Heteroptera, Hemiptera (incluindo afídios e cigarras), Neuroptera e moscas (Diptera). Ela consome insetos maiores segurando-os com as patas e despedaçando-os com o bico; também pode capturar insetos em voo. Como outras trepadeiras, a trepadeira-chinesa armazena alimentos. No inverno, a dieta da trepadeira-chinesa consiste principalmente de nozes, sementes e frutos de árvores. A espécie frequentemente participa de bandos de forrageamento de espécies mistas no inverno, onde é observada em pares.

### Reprodução
Em Jilin, a temporada de reprodução ocorre de final de abril a início de maio. O ninho é geralmente colocado em uma cavidade alta de uma conífera (mais de 9 m acima do solo, em média), mas também pode ser construído em um toco podre ou em uma construção antiga. A entrada do ninho tem cerca de 35 mm de diâmetro (aparentemente, não é selada com lama ou resina). Ambos os parceiros constroem o ninho em sete a oito dias, formando uma tigela com fibras vegetais, penas e gramíneas. A postura contém de quatro a nove ovos – geralmente uma ninhada de cinco ou seis: ovos brancos, marcados com marrom-avermelhado, medindo 15-17 × 12,5-13 mm. A fêmea incuba sozinha enquanto o macho a alimenta, e os filhotes eclodem após 15–17 dias de incubação. Ambos os pais participam da alimentação dos filhotes e criam apenas uma ninhada por ano.

### Parasitas
Um ácaro de penas, Pteroherpus surmachi, foi descrito a partir da trepadeira-chinesa em 2011 pelo aracnologista russo Sergei V. Mironov.

## Distribuição e habitat
A trepadeira-chinesa está distribuída pelo nordeste da China, Coreia e extremo sudeste da Rússia. Foi registrada na ilha russa de Sacalina, mas pode ser apenas uma espécie errante ali. Na China, sua distribuição abrange do leste de Chingai a oeste até o sudeste e centro de Gansu, a maior parte de Xianxim, Xanxim, sul de Liaoningue, norte de Hebei, município de Pequim e norte de Sujuão. Foi registrada no norte da Coreia do Norte, com alguma dispersão para áreas próximas no outono; foi observada em Hamgyong do Norte em julho-agosto e, de maio a novembro, em Gyeongsang do Norte, incluindo Pyongan do Norte. É um visitante de inverno muito raro na Coreia do Sul, com registros nas montanhas de Kyonggi (outubro-março, também julho de 1917) e Gyeongsang do Norte em novembro; o único registro recente na Coreia do Sul é da Floresta Experimental de Kwangnung, perto de Song, província de Kangwon, em março de 1968. Na península, está intimamente associada a florestas de Pinus densiflora. Na China, habita florestas de coníferas (Pinus, Picea), às vezes misturadas com carvalhos (Quercus) e bétulas (Betula).
No verão de 2006, holandeses em uma expedição entomológica observaram incidentalmente um par de trepadeiras nidificando nas montanhas Altai, aproximadamente na interseção da China, Cazaquistão, Mongólia e Rússia, em uma floresta pura de Larix a 2.150 m de altitude. Eles observaram que o macho tinha um píleo preto, a fêmea sem píleo preto, e ambos apresentavam uma faixa ocular escura distinta, coroada por uma listra superciliar branca. Se a trepadeira-europeia estiver presente na região (subespécie asiatica), os observadores asseguram que o píleo preto do macho e o tamanho pequeno dos indivíduos excluem uma identificação errada com essa espécie eurasiana. A espécie geograficamente mais próxima que poderia corresponder a essa descrição é a trepadeira-chinesa, que estaria muito distante de sua distribuição conhecida (1.500 km da área de reprodução), e que tem partes inferiores mais acinzentadas que os indivíduos observados. Para os observadores, esse registro poderia indicar uma distribuição muito mais ampla da espécie chinesa, ou a ave poderia ser uma espécie ainda não descrita, relacionada a S. whiteheadi e S. villosa. Essas duas espécies, com distribuições separadas por 7.000 km, lembram o caso das duas pegas azuis do gênero Cyanopica, a pega-azul (C. cyanus) do leste da Ásia e a pega-azul-ibérica (C. cooki) de Portugal e Espanha. A identidade exata do par reprodutor de Altai requer pesquisa focada. A história da descoberta e descrição da trepadeira-azul-da-argélia exemplifica como pode ser difícil detectar e descrever populações altamente isoladas de trepadeiras. Em junho de 2017, durante a temporada de reprodução, dois ornitólogos suíços procuraram essa trepadeira no local relatado, permanecendo cinco noites para prospectar nas florestas circundantes, desde a linha de árvores até o fundo do vale. Três pares reprodutores com pelo menos um e dois filhotes de trepadeiras S. europaea asiatica foram identificados e foram a única espécie de trepadeira na área. Apesar de procurarem ativamente por alimento, todas as trepadeiras adultas responderam ao canto da espécie reproduzido, e a maioria foi detectada primeiro por seu chamado e/ou canto. Os autores concluíram que a observação de 2006 provavelmente foi da subespécie europeia local, que pode ter plumagem atípica, desgastada ou manchada.

## Estado e ameaças
A área de distribuição é estimada em 1.810.000 km², segundo a BirdLife International. Os números totais não são conhecidos, mas o guia de aves do leste asiático de Mark Brazil [en] classifica a espécie como pouco frequente na China (correspondendo a uma faixa de 100 a 10.000 pares maduros) e menos de 1.000 indivíduos migratórios são estimados na Coreia. As populações possivelmente estão diminuindo devido à destruição de habitat, mas a espécie é considerada "pouco preocupante" pela União Internacional para a Conservação da Natureza. Um estudo de 2009 tentou prever o impacto que as mudanças climáticas podem ter na distribuição de várias espécies de trepadeiras na Ásia, modelando dois cenários; a trepadeira-chinesa poderia ver sua distribuição diminuir em 79,8–80,4% entre 2040 e 2069.